# Euscelophilus vitalisi
Euscelophilus vitalisi là một loài bọ cánh cứng trong họ Attelabidae. Loài này được Heller miêu tả khoa học năm 1922.